# Chembid
chembid ist eine gewerbliche Metasuchmaschine für Chemikalien und Kunststoffe. Die B2B-Plattform ermöglicht Ein- und Verkäufern von Chemikalien und Kunststoffen, über die übergreifende Suchmaschine global miteinander zu interagieren. Betreiber des 2017 gestarteten Angebots ist die Chembid GmbH aus Oldenburg.

## Geschichte
Das Unternehmen wurde im Juli 2016 zunächst als „BÜFA-i“ von der BÜFA Group, einem im Jahr 1883 in Oldenburg gegründeten mittelständischem Chemieunternehmen, gegründet, um den digitalen Wandel innerhalb der Chemiebranche voranzutreiben. Anfang 2017 erfolgte die Umfirmierung in chembid GmbH und Co. KG.
Ende 2018 beteiligte sich die Stockmeier Gruppe, ein internationaler Chemiedistributor, als zweite chembid-Gesellschafterin.
Mit Stand 2020 sind über 5 Mio. Produktangebote – insbesondere Commodities, Specialities sowie Kunststoffe – von über 145.000 Anbietern aus mehr als 150 Ländern auf der chembid-Plattform vertreten (Stand Januar 2020). chembid unterstützt die deutsche und englische Sprache sowie Mandarin.

## Angebot und Dienstleistungen
Das Fundament der chembid-Plattform ist die globale Metasuchmaschine für Chemikalien und Kunststoffe. Diese aggregiert Angebote externer Marktplätze sowie angebundener Webshops, um diese anschließend den Plattformnutzern zugänglich zu machen. Die Suchmaschine unterstützt auf diesem Weg Ein- und Verkäufer von Chemikalien und Kunststoffen bei der digitalen Abwicklung von Handelsgeschäften. Mittels eines Filtersystems können die Suchergebnisse nach Anbieter-Standort, Preis, Marktplatz, Qualität/Grad, Maßeinheit, Incoterms sowie Währung angepasst werden.
chembid bietet einen Überblick über die verfügbaren Angebote einzelner Marktplätze und Webshops. Ist der Nutzer an einem der auf chembid abgebildeten Produkte interessiert, wird er auf den chembid-Marktplatz oder die entsprechende Partnerplattform weitergeleitet, um dort eine Anfrage zu stellen oder das Produkt direkt zu kaufen.
Ein weiterer Bestandteil der chembid-Plattform ist der integrierte Marktplatz. Anbieter von Chemikalien und Kunststoffen können ihre Angebote mithilfe eines eigenen Marktplatzprofils kostenlos einstellen und im Rahmen dieser Funktion über die chembid-Suchmaschine auffindbar machen. Darüber hinaus lassen sich Ausschreibungen zu gesuchten Chemikalien und Kunststoffen erstellen, über welche infrage kommende Produktanbieter informiert werden und für die sie individuelle Angebote abgeben können.
Das Plattformangebot von chembid wird Online Marketing-Dienste für Unternehmen aus der Chemie- und Kunststoffbranche ergänzt.